# Misja Baptystów Dnia Siódmego
Misja Baptystów Dnia Siódmego – była protestanckim towarzystwem misyjnym prowadzonym przez baptystów dnia siódmego. Wysyłało ono misjonarzy głoszących ewangelię do różnych krajów świata. Jednym z ważniejszych projektów było wysłanie pracowników Misji do Chin w czasie panowania dynastii Qing.